# 八木浩治

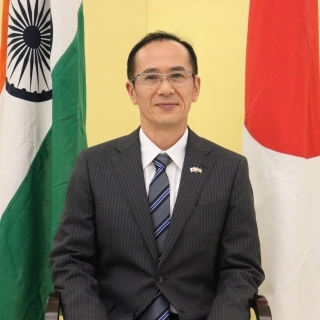
外務省より公表された公式肖像画像

八木 浩治（やぎ こうじ、1965年〈昭和40年〉1月7日 - ）は、島根県出身の日本の外交官。
国際協力局開発協力総括課事業管理室長、大臣官房儀典調整官などを経て、2024年3月から、在ムンバイ日本国総領事館総領事を務める。

## 略歴
- 1988年　外務省専門職員採用試験合格
- 1989年3月　一橋大学経済学部卒業
- 1989年4月　外務省入省
- 2004年1月　アジア大洋州局南西アジア課
- 2004年4月　アジア大洋州局南西アジア課 課長補佐
- 2006年6月　大臣官房国際社会協力部地球環境課気候変動室 課長補佐
- 2006年8月　国際協力局地球環境課気候変動室 課長補佐
- 2009年4月　国際連合開発計画東京事務所次席駐日代表
- 2012年8月　国際協力局開発協力総括課開発協力企画室 首席事務官
- 2014年8月　経済局経済連携課アジア太平洋経済協力室 首席事務官
- 2016年4月　在スリランカ日本国大使館 一等書記官
- 2018年4月　在スリランカ日本国大使館 参事官
- 2018年9月　国際協力局開発協力総括課事業管理室長
- 2021年3月　大臣官房儀典調整官 兼 大臣官房儀典外国公館室長
- 2024年3月　在ムンバイ日本国総領事館 総領事